# 양순음
양순음(兩脣音, bilabial consonant) 또는 두입술소리(문화어: 입술소리)는 위아래 입술로 조음하는 자음이다. 국제 음성 기호에 있는 양순음은 아래와 같다.
| IPA | 이름             | 예         | 예          | 예        | 예            |
| --- | ---------------- | ---------- | ----------- | --------- | ------------- |
| IPA | 이름             | 언어       | 철자        | 발음      | 뜻            |
|     | 양순 비음        | 한국어     | "마을"의 ㅁ | [mɐɯl]    | 마을          |
|     | 무성 양순 파열음 | 한국어     | "빛"의 ㅂ   | [pit̚]     | 빛            |
|     | 유성 양순 파열음 | 한국어     | "지붕"의 ㅂ | [t͡ɕibuŋ]  | 지붕          |
|     | 무성 양순 마찰음 | 오키나와어 | fifaci      | [ɸiɸatɕi] | 향신료의 일종 |
|     | 유성 양순 마찰음 | 피지어     | ivava       | [iβa:βa:] | 신발          |
|     | 유성 양순 접근음 | 에스파냐어 | lobo        | [loβ̞o]    | 늑대          |
|     | 양순 전동음      | 니아스어   | simbi       | [siʙi]    | 아래턱        |
|     | 양순 흡착음      |            |             |           |               |

## 같이 보기
- 조음 위치